# Look Away (Chicago)
Look Away is een nummer van de Amerikaanse rockband Chicago uit 1990. Het is de vijfde single van hun zestiende studioalbum Chicago 19. Het nummer gaat over een jongen die bedroefd is omdat zijn meisje bij hem weg is gegaan, maar niet wil dat zijn meisje hem in deze toestand ziet.
Het nummer werd een nummer 1-hit in de Amerikaanse Billboard Hot 100. In Nederland en Vlaanderen was het de laatste hit die Chicago had, met een 9e positie in de Nederlandse Top 40 en een 20e positie in de Vlaamse Radio 2 Top 30.